# Чивьяско
Чивьяско (итал. Civiasco, пьем. Civiasch) — коммуна в Италии, располагается в регионе Пьемонт, в провинции Верчелли.
Население составляет 257 человек (2008 г.), плотность населения — 37 чел./км². Занимает площадь 7 км². Почтовый индекс — 13010. Телефонный код — 0163.
Покровителем коммуны почитается святой Готтард, празднование 4 мая.

## Демография
Динамика населения:

## Администрация коммуны
- Официальный сайт: http://www.comune.civiasco.vc.it/